# Richard Moser jr.
Richard Moser jr. (Bienne, 13 luglio 1944) è un cantante svizzero.

## Gli inizi
Segue le orme del padre, a lungo pianista di Joséphine Baker, e debutta come cantante in televisione nel 1960. In seguito si afferma nel suo paese.

### Sanremo 1964
Nel 1964 partecipa al Festival di Sanremo, nel quale viene messo in abbinamento a Lilly Bonato con il brano Tu piangi per niente, che viene pubblicato come singolo contenente sul retro C'è poco da fare.
Tra i suoi successi: L'attesa e La prima festa che darò